# Belanovo Selo
Belanovo Selo – wieś w Chorwacji, w żupanii kopriwnicko-kriżewczyńskiej, w gminie Rasinja. W 2011 roku liczyła 38 mieszkańców.